# Línea 13 de CPTM
La Línea 13 - Jade, también conocida como Tren de Guarulhos, es una de las trece líneas que conforman la Red Metropolitana de Transporte de São Paulo, en Brasil, y una de las siete líneas operadas por CPTM. Interconecta la estación Aeroporto-Guarulhos, en el Aeropuerto Internacional de São Paulo-Guarulhos, en Guarulhos con la estación Engenheiro Goulart de Línea 12  y con servicio expresso hacia la estación Palmeiras - Barra Funda.
Con 12,2 km de extensión, fue la primera línea totalmente construida y operada por CPTM, empezando a operar en el 31 de marzo de 2018. Con eso, el Aeropuerto Internacional de São Paulo-Guarulhos fue el primero entre los grandes centros aeroportuarios de Sudamérica (como Buenos Aires-Ezeiza, Santiago de Chile, Lima, Bogotá y Río de Janeiro-Galeão) en tener una conexión directa por red de vías férreas, contrastando con otros grandes aeropuertos de la región que, hasta la fecha, todavía dependen mayoritariamente de autobuses o taxis para acceder al transporte ferroviario/metroviario, o tienen proyectos de conexión por vías férreas aún en fase de planificación o construcción.

## Servicios Especiales
Desde el día 1 de septiembre de 2023 está disponible el servicio Expresso Aeroporto, con trenes interconectando las estaciones Palmeiras - Barra Funda, Luz y Aeropuerto-Guarulhos sin la necesidad de cambio de trenes. Funciona todos los días  de una en una hora, desde las 5h hasta 0h, en ambas direcciones. El viaje completo dura 30 minutos y no hay cobro adicional para este servicio. Entre el 1 de diciembre de 2020 y 31 de agosto de 2023 el expreso funcionaba solo entre las estaciones Estación Luz y Aeropuerto-Guarulhos.
Desde el día 16 de octubre de 2018 y hasta marzo de 2020 estaba disponible la primera versión del servicio Airport Express, con trenes expresos desde la estación Luz hasta la estación Aeropuerto-Guarulhos. Este servicio tenía un costo de R$ 8,80, y tenía salidas en horarios específicos: 10h, 12h, 14h, 16h e 22h desde Luz hacia Aeropuerto y 9h, 11h, 13h, 15h e 21h desde el Aeropuerto hacia Luz.
Desde el día 3 de octubre de 2018 y hasta marzo de 2020 estaba disponible también el servicio Connect, con trenes desde la estación Brás hasta la estación Aeropuerto-Guarulhos durante hora punta (desde las 5h40 hasta las 8h20 y desde las 18h00 a las 20h00), sin la necesidad de cambiar de tren en la estación Engenheiro Goulart. No había cobro adicional para este servicio El recorrido completo del servicio Connect comprendía 5 estaciones, a lo largo de 21,7km.

## Historia

Mapa de la Red Metropolitana de Transportes de São Paulo

A finales de 2012, el Gobierno de São Paulo lanzó la licitación de las obras y después de varios meses de contestaciones judiciales por parte de las empresas interesadas en las obras, la licitación de R$ 1,1 mil millón fue dividida en cuatro lotes, siendo vencidos por dos consorcios:
- Consorcio HFTS Jade (Helleno y Fonseca-Trail-Spavias), lotes 1 y 3;
- Consorcio CST Línea 13-Jade (Consbem-Serveng-TIISA), lotes 2 y 4;

En diciembre de 2013, el gobierno paulista inició las obras, luego de la liberación de fondos por el gobierno federal.
En la Estación Aeropuerto-Guarulhos se construyó una pasarela que la conecta a la Terminal 1 del aeropuerto, de donde parte un transporte, bajo responsabilidad de la concesionaria que administra el aeropuerto, que recorrerá todos los otros terminales transportando a los usuarios gratuitamente.

## Galería

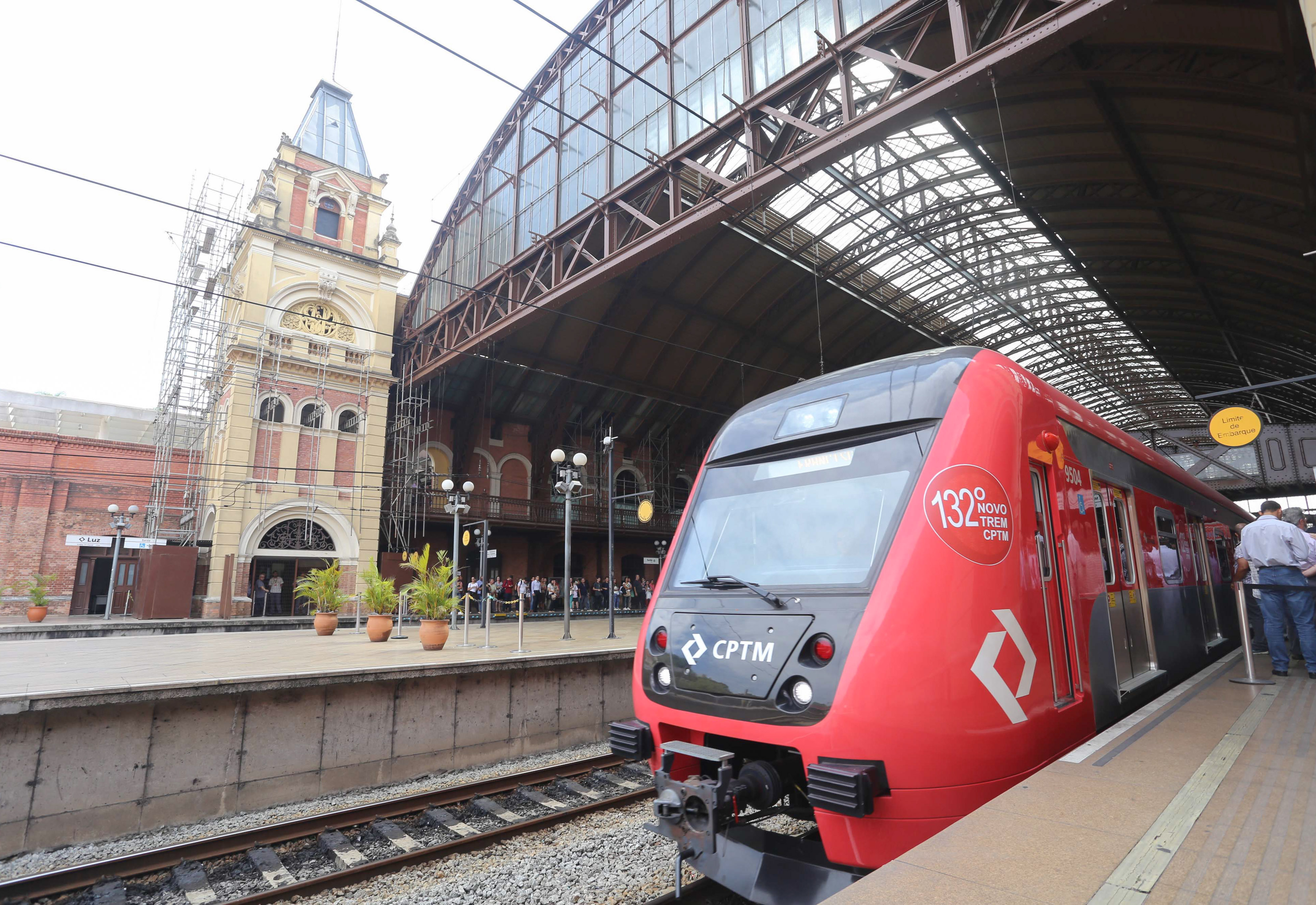
Tren de la serie 9500 en la Estación Luz
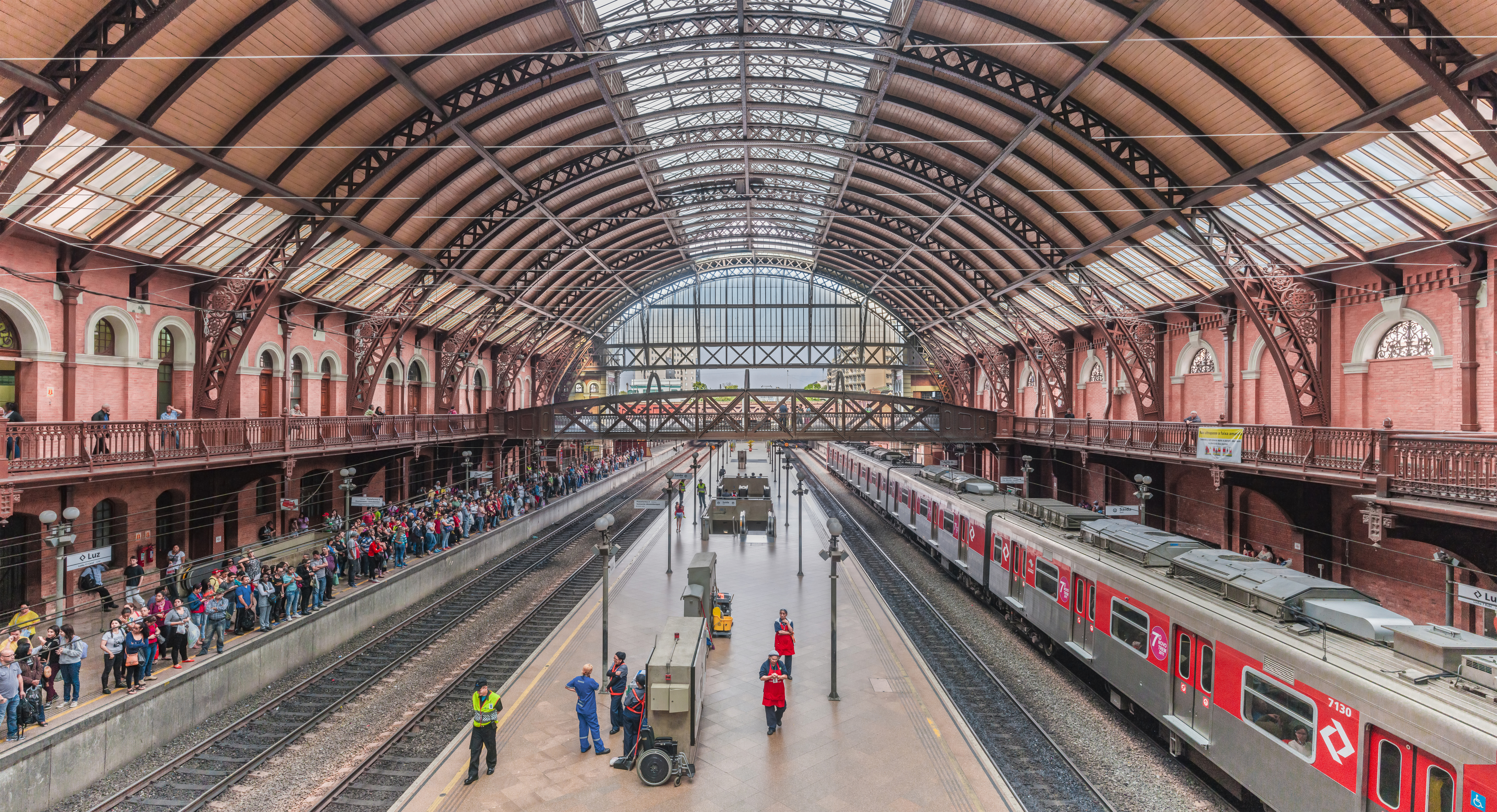
Estación Luz
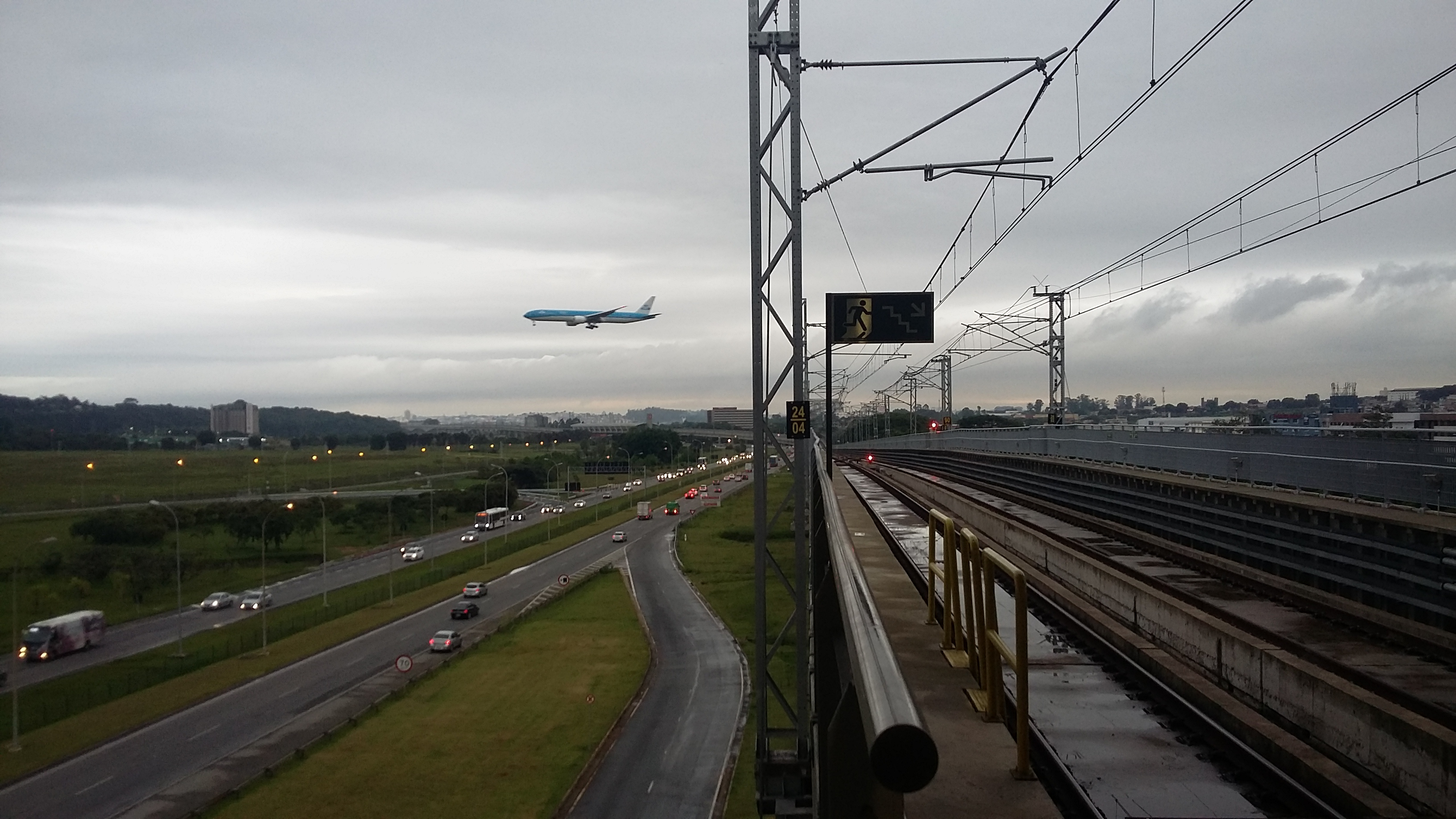
Estación Aeroporto Guarulhos
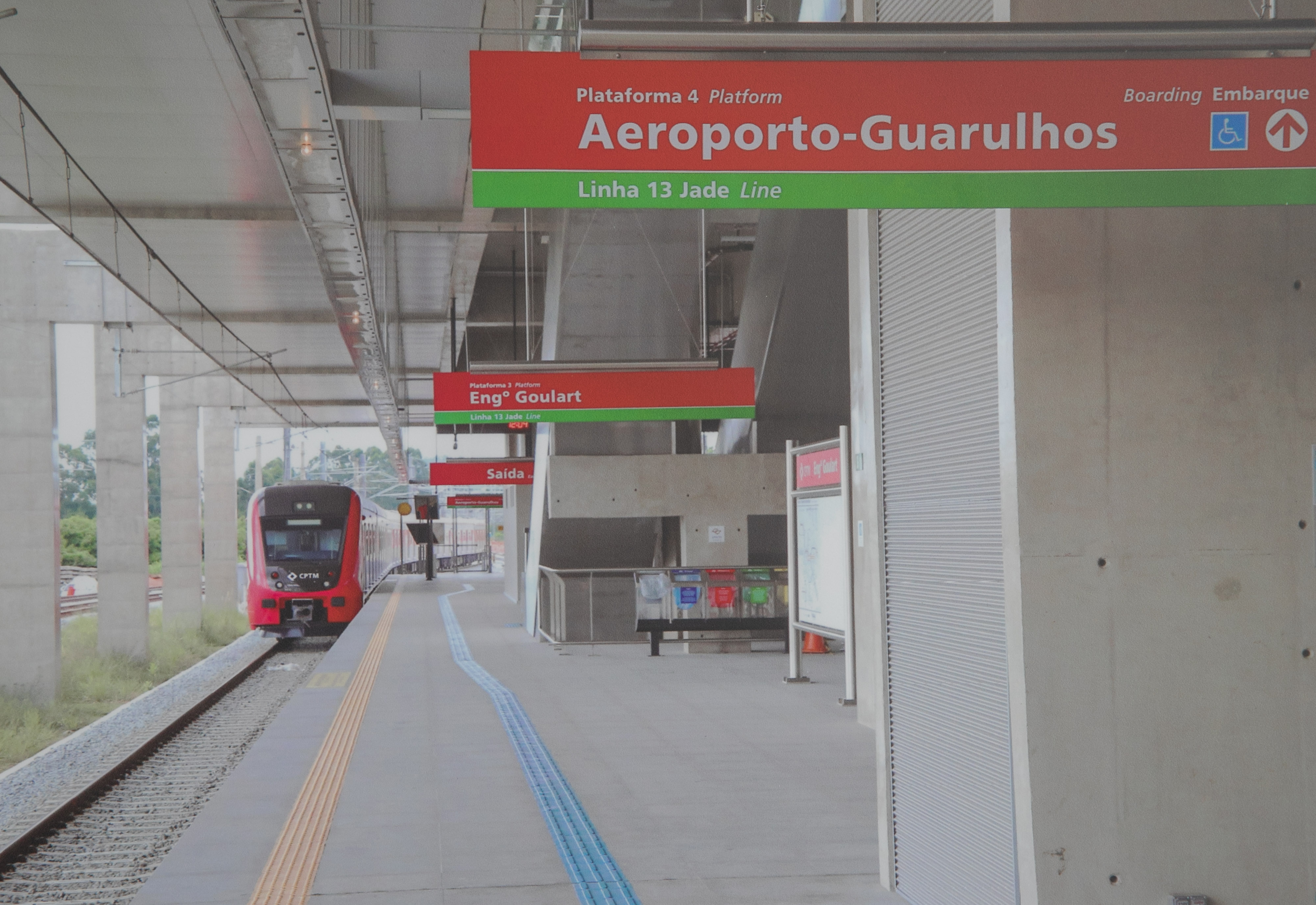
Estación Engenheiro Goulart
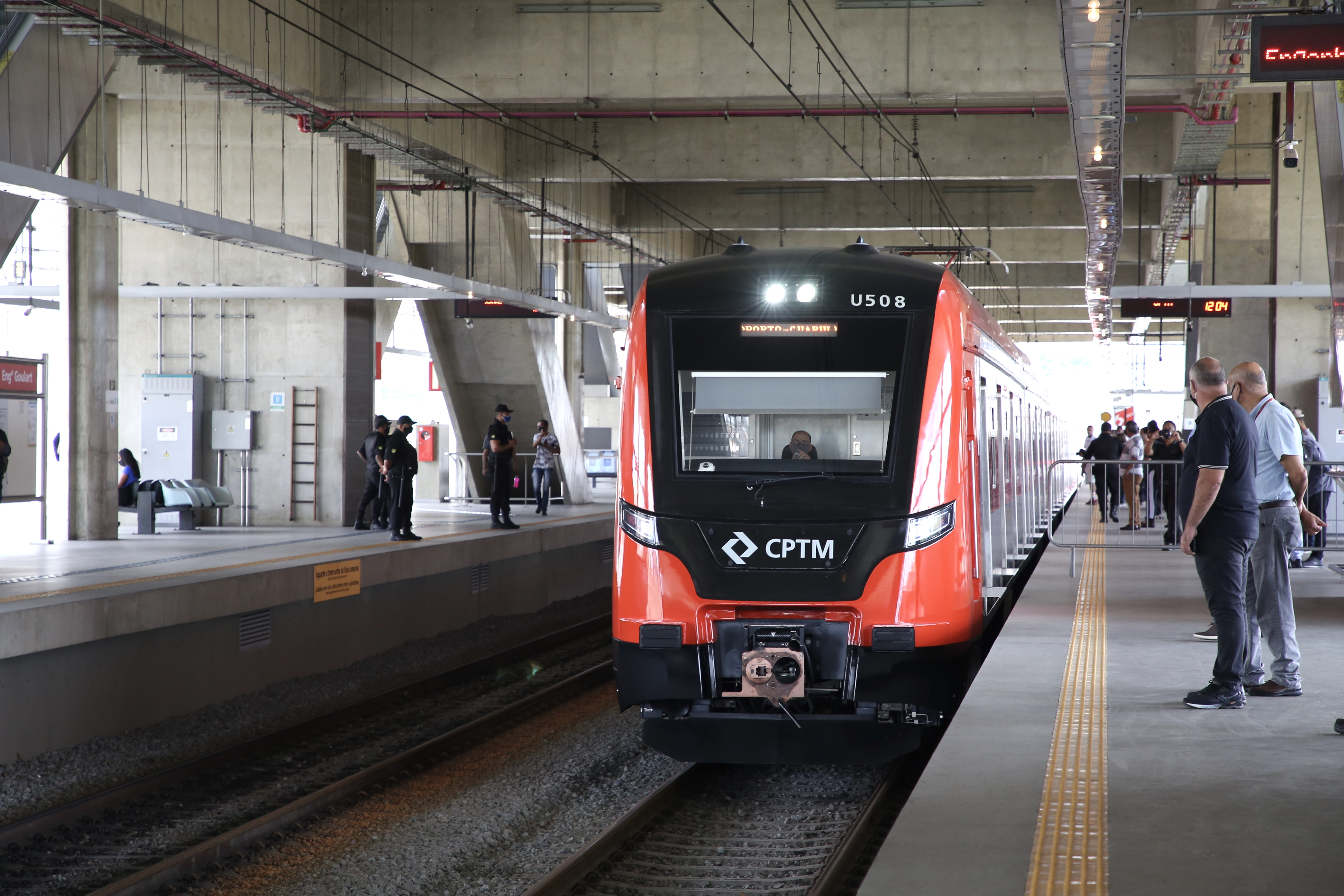
Tren de la serie 2500 en la Estación Engenheiro Goulart
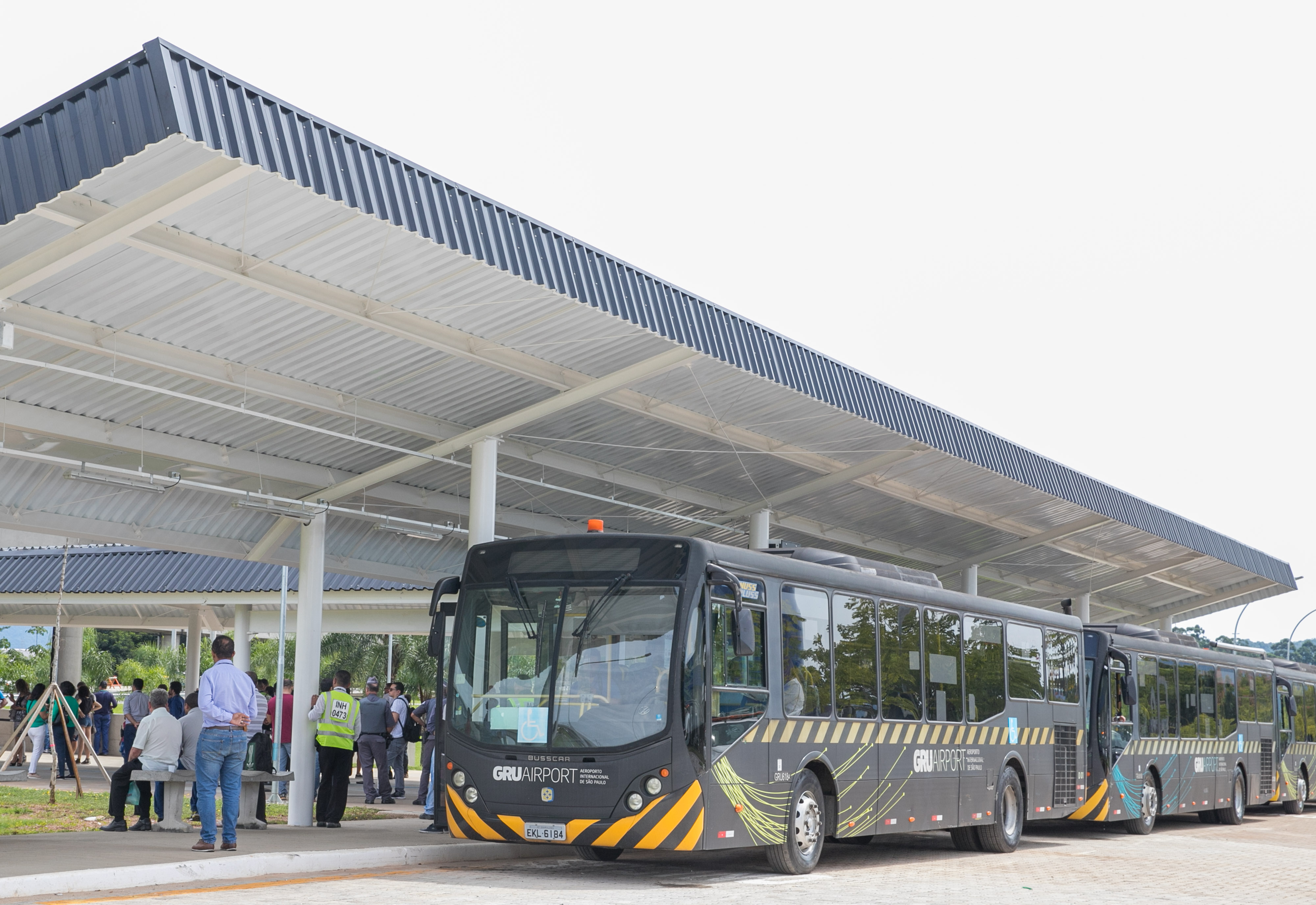
Ómnibus del GRU Airport para el traslado gratuito entre la Estación Aeropuerto y los terminales
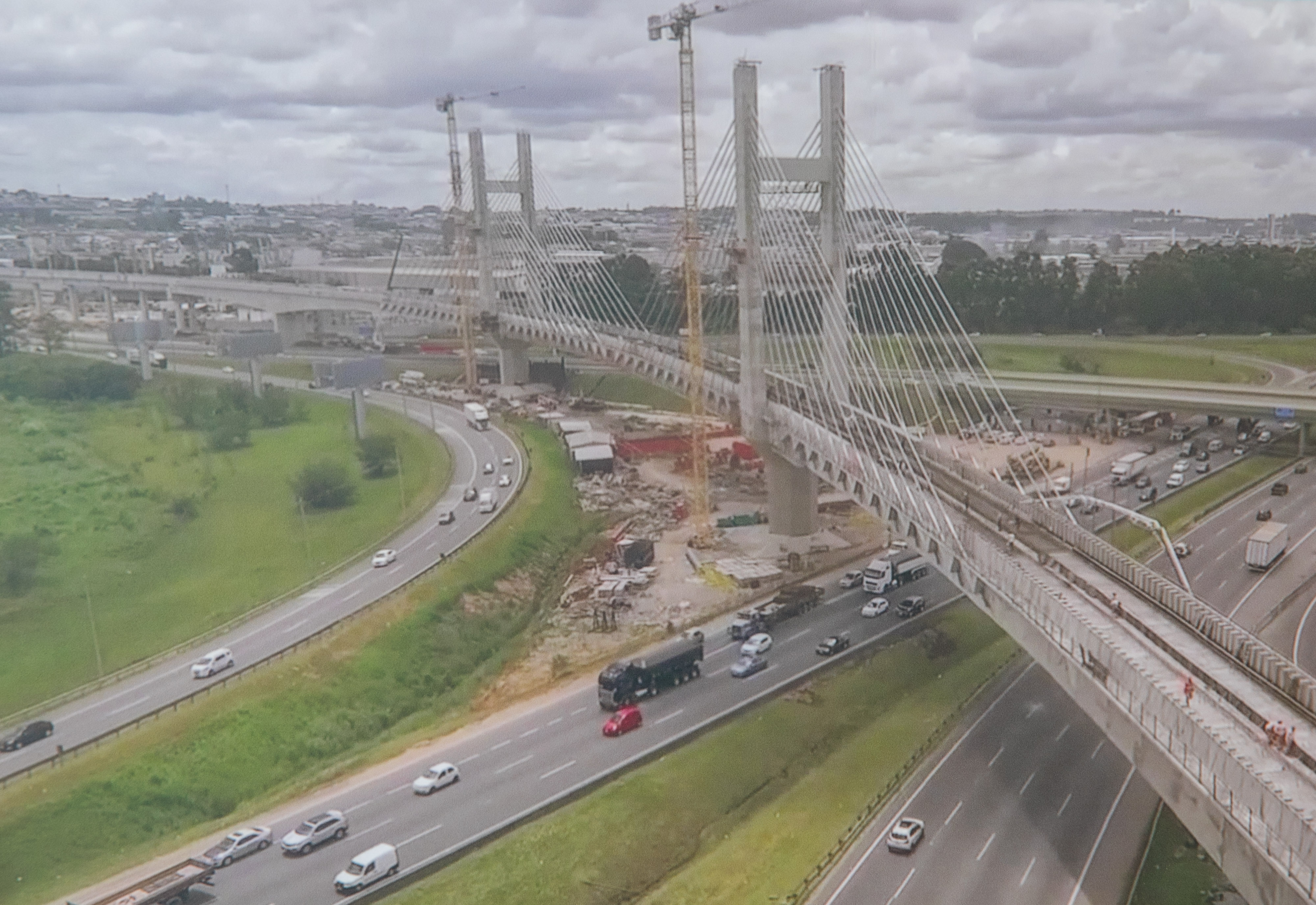
Puente de Línea 13 sobre la Autopista Ayrton Senna
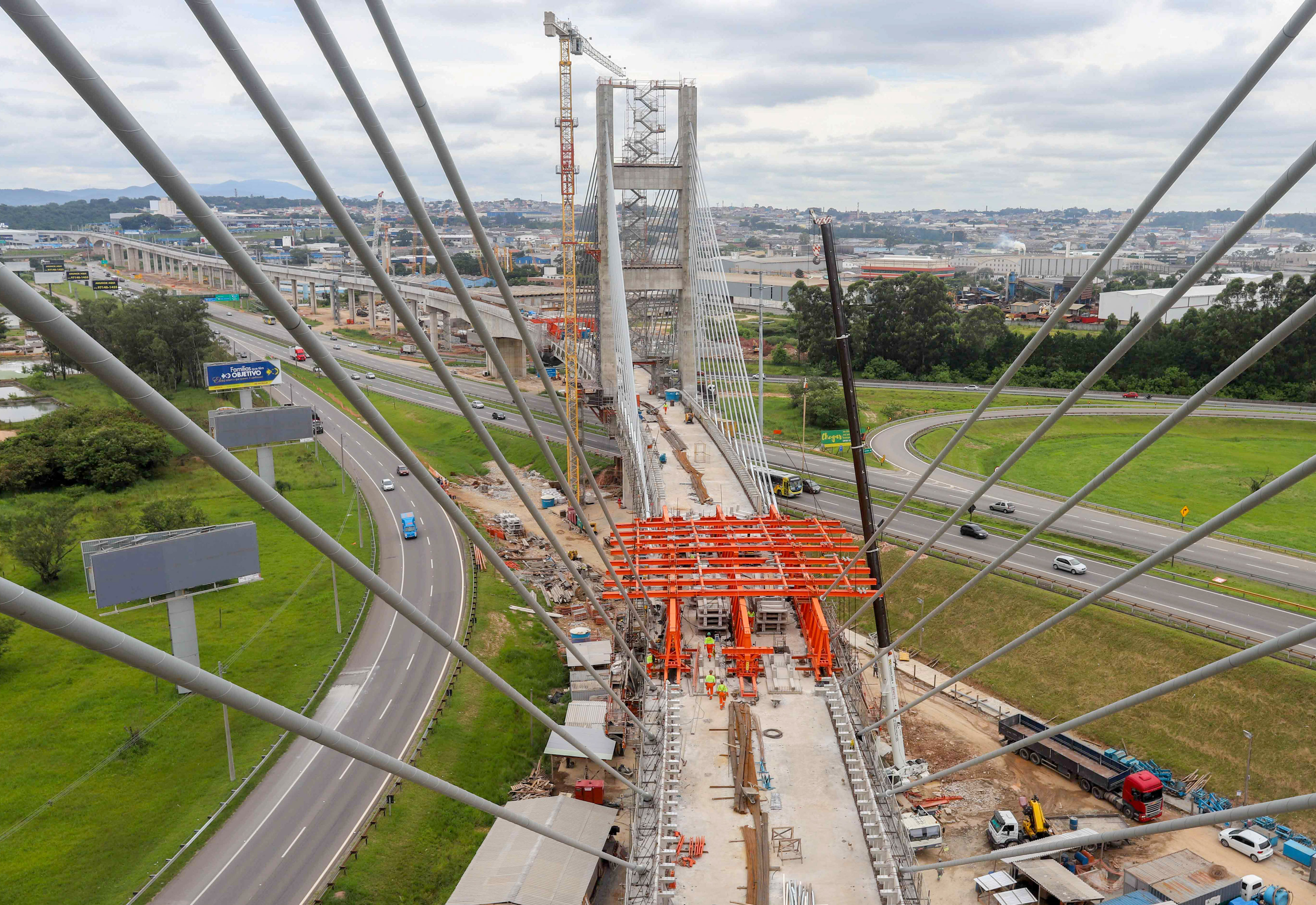
Construcción del puente de Línea 13
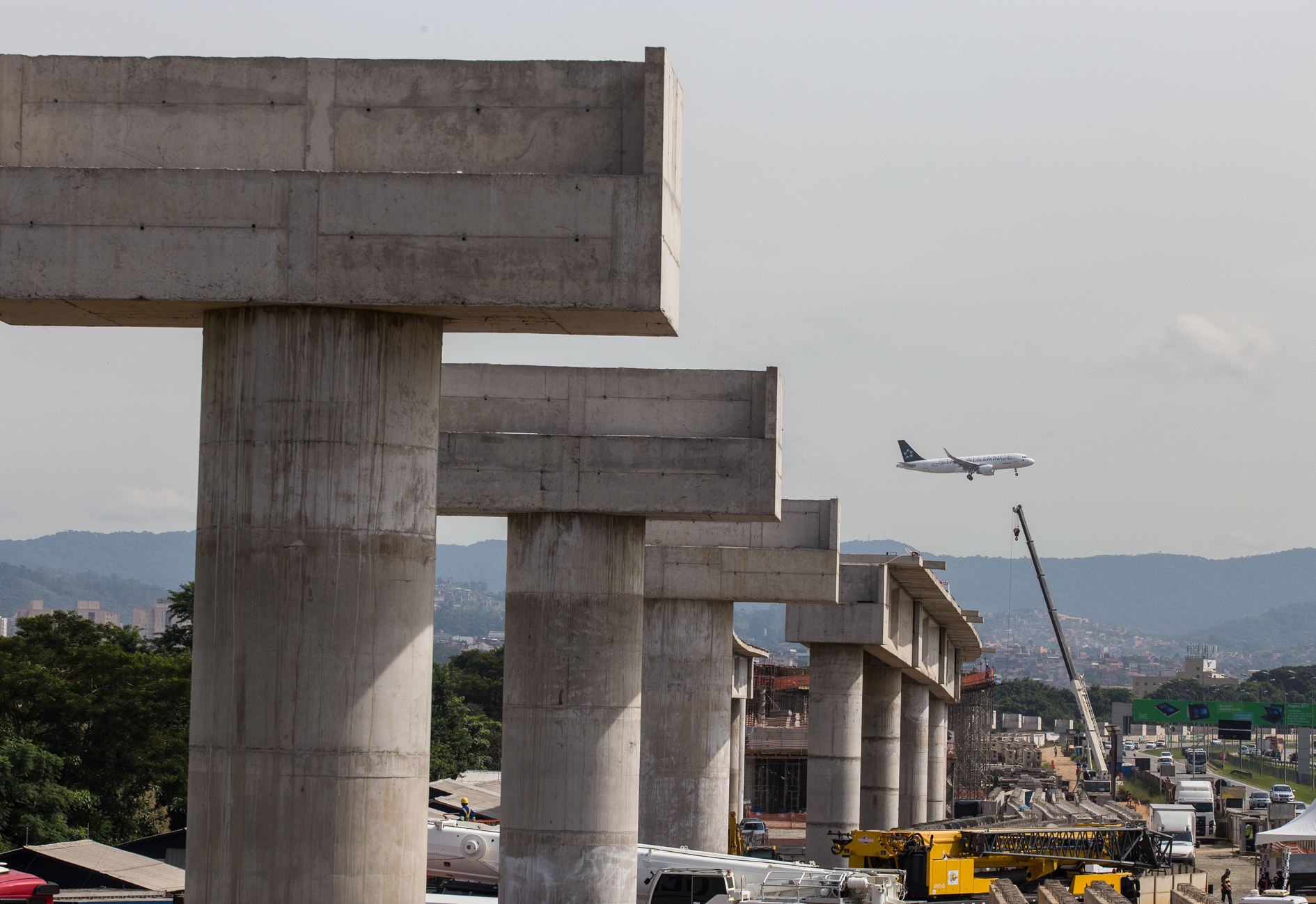
Obras del tramo elevado de la Línea 13 en Guarulhos, en 2016